# Purexmetoden
Purexmetoden (Plutonium Uranium Redox EXtraction) är en metod för upparbetning av utbränt kärnbränsle. Den innebär att plutonium och uran återvinns genom extraktion ur sura lösningar med hjälp av en komplexbildare, tributylfosfat (TBP).

## Kemisk process
Purex är den dominerande extraktionsmetoden som används i dag (2013) i kommersiella anläggningar. Med användning av tributylfosfat (TBP) bildas sexvärt uran, U(VI) och fyrvärt plutonium Pu(IV) medan fissionsprodukter och högre aktinider såsom americium lämnas kvar i vattenfasen. TBP har en densitet som ligger nära den hos vatten vilket gör dem svåra att separera varför TBP blandas ut i ett organiskt lösningsmedel, såsom fotogen eller lampolja. Användandet av TBP har fördelen att inget extra utsaltningsmedel behöver tillföras, utan processen kan utnyttja salpetersyran själv som utsaltningsmedel.
Vattenfasen består av salpetersyra, som används för upplösning av det utbrända bränslet. Syrans koncentration påverkar fördelningsfaktorn i processen. Hög koncentration ger bättre fördelningsfaktor, samtidigt som TBP:s förmåga att bilda komplexet HNO3⋅3TBP medför konkurrens mellan metallet och syran om tillgänglig TBP. Detta kan kompenseras genom tillsats av mera nitrat i form av NaNO3.
Purexmetoden ger en dekontamineringsfaktor på över 107 med avseende på fissionsprodukter, vilket är högt jämfört med andra metoder. Dock kan metoden ge problem med neptunium, som faller ut tillsammans med uran, samt teknetium, vilka kan kräva ytterligare separationssteg.

### Processteg
Efter upplösning av kärnbränslet i salpetersyra justeras plutoniums oxidationstillstånd till Pu(IV) med tillsats av nitritjoner med t. ex. NaNO2. Därefter kan purexmetoden indelas i följande processteg:
1.	Lösningen blandas med TBP i fotogen, varvid uran och plutonium komplexbinder till TBP.
2.	Den organiska fasen tvättas ren från små rester av fissionsprodukter med salpetersyralösning.
3.	Organfasen med uran överförs till en ny kaskad där uranet återextraheras till vattenfas med hjälp av utspädd salpetersyra eller vatten.
4.	Vattenfasen med uran genomgår ytterligare vätskeextraktion med TBP/fotogen.
5.	Uran återextraheras återigen till vattenfas med hjälp av utspädd salpetersyra eller vatten, varefter vattenlösningen slutligen indunstas.
6.	Plutonium renas ytterligare från fissionsprodukter genom vätskeextraktion till TBP/fotogen där plutonium först återigen övergår till Pu(IV) med hjälp av tillsatta nitritjoner.
7.	Organfasen innehållande plutonium reduceras sedan med hjälp av ett reduktionsmedel varvid plutoniet, nu trevärt Pu(III), kan återextraheras till en vattenlösning. Plutoniet koncentreras liksom uranet genom en jonbytare, vilket ger en säkrare koncentration än t. ex. förångning. Produkten är Pu(NO3)3.

### Slutprodukter
Produkterna från extraktionen är Pu(NO3)3 och UO2(NO3)2 genomgår nu konvertering till lämplig form för förvaring eller återanvändning. Genom ytterligare behandling erhålles slutsprodukterna plutoniumdioxid PuO2 och uranylnitrat som kan konverteras till uranhexafluorid UF6.